# A Cura (álbum)
A Cura é o décimo quarto álbum de estúdio da cantora brasileira Cassiane, lançado em 2003 pela MK Music, tendo a produção musical de Jairinho Manhães.
Nesta obra, Jairinho optou por arranjos mais complexos e uma maior variedade de instrumentos. Cassiane gravou os vocais durante o fim de sua terceira gestação do filho Joshua. O disco mostra uma leve mudança na sonoridade, com mais instrumentos clássicos e arranjos mais complexos.
Vendeu mais de 200 mil cópias no Brasil, recebendo um disco de platina duplo pela ABPD em 2015. Ganhou um programa especial no Conexão Gospel.
| Críticas profissionais | Críticas profissionais |
| Avaliações da crítica  | Avaliações da crítica  |
| Fonte                  | Avaliação              |
| ---------------------- | ---------------------- |
| O Propagador           | [ 6 ]                  |
| Universo Musical       | (favorável)            |
| Super Gospel           | (favorável)            |

## Faixas
| N.º | Título                 | Compositor(es)                | Duração |  |
| 1.  | "Tremendo e Santo"     | Rogério Jr.                   | 5:27    |  |
| 2.  | "A Cura"               | Ludmila Ferber                | 6:54    |  |
| 3.  | "Não Negue a Jesus"    | Wellington e Jackson          | 5:24    |  |
| 4.  | "O Segredo da Vitória" | Rayssa                        | 3:51    |  |
| 5.  | "Promessas de Deus"    | Flávia Afonso                 | 4:04    |  |
| 6.  | "Só Mais uma Milha"    | Wellington e Jackson          | 4:09    |  |
| 7.  | "Celebrando a Cristo"  | Abilio Varela                 | 3:32    |  |
| 8.  | "Jesus"                | Marquinhos Menezes            | 4:57    |  |
| 9.  | "Contigo Está"         | Vânia Santos e Júnior Andrade | 4:53    |  |
| 10. | "Deus nos Escolheu"    | Ludmila Ferber                | 4:23    |  |
| 11. | "Eu Quero Ver"         | Eyshila                       | 5:11    |  |
| 12. | "Ele é o Rei"          | Marcelo Manhães               | 4:10    |  |
| 13. | "Deus Contempla"       | Rozeane Ribeiro               | 4:42    |  |
| 14. | "Sinfonia de Louvor"   | Elizeu Gomes                  | 5:45    |  |

## Clipes
- "A Cura"

## Mini Clipes
- "Ele É O Rei"
- "Não Negue A Jesus"
- "Tremendo E Santo"
- "Sinfonia de Louvor"
- "Jesus"

## Créditos
- Gravado, mixado e masterizado no Reuel Studio - RJ
- Produção executiva: MK Music
- Produção musical e arranjos: Jairinho Manhães
- Técnicos de gravação: Gerê Fontes e Paulo Fontes
- Mixagem: Paulo Fontes (nas faixas 2, 4, 8, 11, 12 e 13) e Gere Fontes Jr (nas faixas 1, 3, 5, 6, 7, 9, 10 e 14)
- Masterizado no Reuel Studio por Gere Fontes Jr
- Piano: Rafael Castilhol (faixas 3, 4, 6, 7, 9, 11 e 13) e Rogério Vieira (faixas 1, 2, 5, 8, 10, 12 e 14)
- Bateria: Valmir Bessa (faixas 3, 4, 6, 7, 9, 11 e 13) e Sidão Pires (faixas 1, 2, 5, 8, 10, 12 e 14)
- Baixo: Marcus Salles (faixas 3, 4, 6, 7, 9, 11 e 13)
- Baixo e baixolão: Marcos Natto (faixas 1, 2, 5, 8, 10, 12 e 14)
- Teclados: Rogério Vieira
- Violão de aço, nylon e guitarra: Mindinho
- Violão flamenco: Mauro Costa Jr
- Percussão: Zé Leal
- Acordeon: Lenno Maia
- Guitarra: Sérgio Knust (faixas 2, 6 e 7)
- Sax alto: Josué Lopes
- Sax tenor: Marcos Bonfim
- Trompete e flugel: Márcio André e Marlon
- Trombone: Roby Olicar
- Flauta e flautim: Jairinho Manhães
- Trompa: Ismael Oliveira
- Sax solo: Eziel Rosa
- Gaita: Rodrigo Eberienos
- Erhu: Eddie Schtung
- Gravação de cordas na Orquestra da Camara de Tatui - PR
- Violinos: Alexandre Brasolim, Paulo Torres, Silvanira Bermudes, Maria Cláudia, Maria Cristina, Paulo Augusto, Paulo Egídio, Moema Meyer, Oliver Yatsugafu, Cristine Marguards, Augusto Conde, Juliane Martens, Francisco Freitas, Atli Ellendersen e Cristiane Klingelfus
- Violas: Aldo Villani, Maria Luiza, Marcelo Lemos, Cristine Marguards e Natanael Fonseca
- Violoncelos: Romildo Weingartner, Thomas Jujhshk, Ivo Meyer e Maria Alice
- Back vocal: Cassiane, Jozyanne, Eyshila, Lilian Azevedo, Betânia Lima, Kátia Santana, Janeh Magalhães, Josy Bonfim, Joelma Bonfim, Cleyde Jane, Aline Santana, Sula Maia, Wilian Nascimento, Jairo Bonfim, Marquinhos Menezes e Roby Olicar.
- Fonoaudióloga: Lilian Azevedo
- Fotos: Sérgio Menezes
- Criação e arte: MK Music